# Sara Gizaw
Công chúa Sara Gizaw, Nữ công tước xứ Harar (1 tháng 1 năm 1929 - 17 tháng 2 năm 2019) là góa phụ của Hoàng tử Makonnen, Công tước (Mesfin) của xứ Harar và con trai thứ hai của Hoàng đế Haile Selassie của Ethiopia.

## Tiểu sử
Công chúa Sara sinh ngày 1 tháng 1 năm 1929. Cha bà là Gizaw Abera, một cựu Nibure Id của Axum, và ông nội của bà là Dejazmach Abera Tedla.
Bà được đào tạo tại Trường Điều dưỡng Bệnh viện Hoàng gia ở Edinburgh.
Bà là mẹ của 5 người con trai, Paul Wossen Seged Makonnen, Mikael Makonnen, Tefferi Makonnen, Beede Mariam Makonnen và con trai út Dawit Makonnen (còn được gọi là Makonnen Makonnen). Vào thời của mình, Công chúa Sara nổi tiếng là một trong những người phụ nữ đẹp nhất tại Hoàng cung của Hoàng đế Ethiopia.    Cô trở thành một góa phụ vào năm 1957 khi chồng bà, Công tước xứ Harar, bị giết trong một tai nạn xe hơi. Bà thường đi cùng Hoàng đế trong các chuyến thăm nước ngoài, và đóng vai trò là một trong những nữ tiếp viên chính thức của anh cùng với Công chúa Tenagnework sau cái chết của Hoàng hậu Menen. 

Công chúa Sara đã bị giam cầm cùng với những người phụ nữ khác của Hoàng gia Ethiopia vào năm 1974, và được ra tù năm 1988. Lúc chết, Công chúa Sara cư ngụ tại Addis Ababa. Con trai cả của Công nương Sara, Hoàng tử Paul Wossen Seged (Công tước xứ Harar hiện tại) đứng thứ hai trên ngai vàng của người Ethiopia, và cuối cùng được dự đoán sẽ trở thành người thừa kế với tư cách là đương kim, Thái tử Zera Yacob Amha Selassie là con trai hợp pháp.

## Tử vong
Công chúa Sara qua đời vào ngày 17 tháng 2 năm 2019, ở tuổi 90.

## Danh hiệu, phong cách và chức vị

### Chức vị và phong cách
- 1 tháng 1 năm 1929 - 10 tháng 2 năm 1946: Sara Gizaw
- 10 tháng 2 năm 1946 - 13 tháng 5 năm 1957: Công chúa Hoàng gia Sara, Nữ công tước xứ Harar
- 13 tháng 5 năm 1957 - 15 tháng 2 năm 2019: Công chúa Hoàng gia Sara, Nữ công tước xứ Harar

### Danh hiệu

#### Danh hiệu triều đại
- liên_kết=|viền Nhà của Solomon: Dame Grand Cordon của Huân chương Nữ hoàng Sheba
- liên_kết=|viền Nhà của Solomon: Người nhận Huân chương Kỷ niệm Bạc của Hoàng đế Haile Selassie I và Hoàng hậu MenenLưu trữ ngày 26 tháng 12 năm 2012 tại Wayback Machine
- liên_kết=|viền Nhà của Solomon: Người nhận Huân chương Hoàng đế Haile Selassie I Ruby Jubilee và Huân chương sinh nhật lần thứ 75

#### Danh hiệu nước ngoài
- liên_kết=|viền  Đức: Thập tự giá của Huân chương Cộng hòa Đức (1954) [5][6]
- liên_kết=|viền  Hà Lan: Dame Grand Cross của <a href="https://en.wikipedia.org/wiki/Order_of_the_House_of_Orange" rel="mw:ExtLink" data-linkid="101" class="cx-link" title="Order of the House of Orange">Order of the House of Orange</a> [7]
- liên_kết=|viền  Thụy Điển: Thành viên của Huân chương Hoàng gia Seraphim (15 tháng 11 năm 1954) [8]
- liên_kết= Hy Lạp: Dame Grand Cross của Order of Beneficence (1954) [9]
- liên_kết=|viền  Austria: <a href="https://en.wikipedia.org/wiki/Decoration_of_Honour_for_Services_to_the_Republic_of_Austria" rel="mw:ExtLink" data-linkid="110" class="cx-link" title="Decoration of Honour for Services to the Republic of Austria">Grand Decoration of Honour in Gold with Sash for Services to the Republic of Austria</a> (1954) [9]